# Mourners
Mourners ist eine 2020 gegründete Death- und Funeral-Doom-Band.

## Geschichte
Mourners wurde von dem in London lebenden Rumänen Daniel „Klepsy“ Neagoe, unter anderem vom Deos und Clouds, als Weiterentwicklung von Eye of Solitude gegründet. Als Gründungsdatum gibt der Musiker den 1. Januar 2020 an. Das zwischen 2019 und 2020 in Rumänien aufgenommene Debüt Act I: Tragedies erschien im April des gleichen Jahres via Bandcamp im Selbstverlag und im Februar 2021 als CD über das von Jacobo Córdova von Majestic Downfall geführte mexikanische Doom-Metal-Label Personal Records. An den Aufnahmen beteiligten sich der belgische Schlagzeuger Siebe Herman und der rumänische Gitarrist Mihai Dinuta.
Die internationale Rezeption zu Act I: Tragedies fiel, im Nachgang zu der Veröffentlichung über Personal Records zumeist positiv aus. Das Album sei ein Hinweis auf das musikalische Potential der Band und eine vielversprechende erste Veröffentlichung. Im Genre stehend wurde das Album als „[e]xzessiv bedrückende Grabnebelmusik im Zwielicht der Finsternis“, „Quelle großer Kunst“ von der noch viel zu erwarten sei und „eine der besten Veröffentlichungen des Genres im Jahr 2021“ gelobt. Insbesondere mit einer Affinität zum Genre wurde das Album von den Rezensenten mehrheitlich empfohlen. Unter dem Verweis auf die Nachfolge zu Eye of Solitude wurde es als gelungener Neustart mit frischen Ideen ebenso wie als gekonnter Abschied von einem geliebten Projekt gelobt.

„Natürlich ist ‚Act 1: Tragedies‘ nur ihre erste Veröffentlichung, aber es weist darauf hin, dass MOURNERS in Zukunft das Erbe von EYE OF SOLITUDE würdig vertreten.“

## Stil
Die von Mourners gespielte Musik setzt den von Eye of Solitude bekannten melodischen Death- und Funeral-Doom-Stil fort. Die Musik wird in Relation zu jener von Skepticism und Funeral gesetzt und als Mischung aus „gurgelndem Growling und tief gestimmten Elend“ beschrieben. Im Verhältnis zu Eye of Solitude unterscheide sich die Musik nur marginal. Das Tempo bleibe ähnlich langsam, das Gitarrenspiel „hält einzelne Akkorde eine Ewigkeit und darüber hinaus“ und Neagoes gutturales Growling klänge „immer noch wie ein Grizzlybär, dessen Stimme durch einen abwärts gerichteten Pitch-Shifter und einen Bassverstärker verzerrt wird“. Die Stücke erscheinen allerdings langsamer und klarer voneinander abgesetzt und auf ein nuanciertes und dynamischeres Songwriting hin ausgerichtet als die des Vorgänger-Projektes. Hinzukommend nutze die Gruppe längere Keyboard- und Piano-Passagen die dem Gothic Metal nahe stünden.

„Düster, blackened und gewaltig stehen die lauten Parts den ruhigeren gegenüber, die mal von Dark-Ambient-Sounds, mal von minimalistischem Klavierspiel erfüllt sind[.]“

## Diskografie
- 2021: Act I: Tragedies (Album, Personal Records)